# Werlein Island
Werlein Island ist eine 1,3 km lange Insel im Archipel der Windmill-Inseln vor der Budd-Küste des ostantarktischen Wilkeslands. Sie liegt 300 m südöstlich von Holl Island und 600 m nordwestlich von Zimmerman Island.
Die Insel wurde anhand von Luftaufnahmen der US-amerikanischen Operation Highjump (1946–1947) vom Februar 1947 erstmals kartiert. Das Advisory Committee on Antarctic Names benannte sie 1956 nach Richard Orme Werlein (* 1924) von der United States Navy, der als hydrographischer Assistenzoffizier im Januar 1948 die Mannschaften der Operation Windmill (1947–1948) bei der Errichtung astronomischer Beobachtungsstationen in diesem Gebiet unterstützt hatte.